# Turn- und Sportverein Herrsching 2016-2017
Questa voce raccoglie le informazioni riguardanti il Turn- und Sportverein Herrsching nelle competizioni ufficiali della stagione 2016-2017.

## Organigramma societario
Area direttiva
- Presidente: Hannelore Doch

Area tecnica
- Allenatore: Maximilian Hauser
- Allenatore in seconda: Uwe Lindemann
- Scout man: Michael Mattes, Marvin Polte, Thore Haag

Area sanitaria
- Medico: Samuel Bonorden, Ulrich Hölscher, Dierk Schwender, Andreas Kugler
- Fisioterapista: Sebastian Gnatz, Kathrin Mägdefrau, Sebastian Zirbes

## Rosa
| N° | Nome                    | Ruolo | Data di nascita  | Nazionalità sportiva |
| -- | ----------------------- | ----- | ---------------- | -------------------- |
| 1  | Benedikt Doranth        | S     | 28 dicembre 1987 | Germania             |
| 2  | Aleksandar Milovančević | S     | 29 aprile 1986   | Serbia               |
| 4  | Patrick Steuerwald      | P     | 3 marzo 1986     | Germania             |
| 5  | Julius Höfer            | S     | 10 marzo 1992    | Germania             |
| 6  | Florian Malescha        | S     | 31 agosto 1988   | Germania             |
| 7  | Ferdinand Tille         | L     | 8 dicembre 1988  | Germania             |
| 9  | Tobias Neumann          | P     | 7 settembre 1988 | Germania             |
| 10 | Tom Strohbach           | S     | 27 maggio 1992   | Germania             |
| 11 | Matthew Tarantino       | S/O   | 5 luglio 1993    | Stati Uniti          |
| 13 | Peter Ondrovič          | C     | 28 marzo 1985    | Slovacchia           |
| 15 | Roy Friedrich           | C     | 1º febbraio 1988 | Germania             |
| 17 | Nicolai Grabmüller      | C     | 18 aprile 1996   | Austria              |